# Разминирование Фолклендских островов

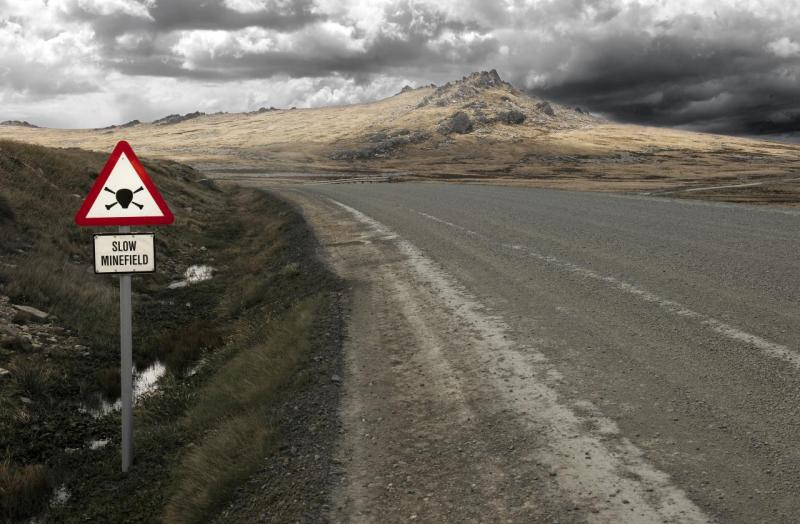
Дорожный знак на Фолклендах, предупреждающий о минах возле автомобильной дороги (27 ноября 2009)

Разминирование Фолклендских островов — это процесс очистки территории Фолклендских (Мальвинских) островов и прибрежных вод от минно-взрывных устройств, неразорвавшихся боеприпасов и иных взрывоопасных предметов.

## История
Аргентинские войска начали минировать острова в местах предполагаемых высадок английских войск перед началом боевых действий весной 1982 года.
Операция по разминированию местности началась после соглашения о прекращении огня и окончания Фолклендской войны, занимавшееся этим инженерно-сапёрное подразделение было расквартировано в Порт-Стэнли. По официальным оценкам военного министерства Великобритании, в 1982 году аргентинцы установили 25-30 тыс. мин, но в июне 1995 года правительство Аргентины официально сообщило, что на островах установили 25 тыс. мин.
Основная часть мин была установлена в виде минных полей в прибрежной зоне, однако общее количество взрывоопасных предметов (включая неразорвавшиеся авиабомбы, ракеты, артиллерийские снаряды, миномётные мины и ручные гранаты, а также патроны к стрелковому оружию) было гораздо больше.
Только до 1 сентября 1982 года было обнаружено, снято и обезврежено 12 тысяч мин и значительное количество иных взрывоопасных предметов (брошенных и невзорвавшихся боеприпасов и т. п.). 
В 1983 году среди британских сапёров имели место потери, после этого процесс разминирования замедлился. Поскольку часть мин была установлена на песчаных пляжах, некоторые из них изменяли свое местоположение под воздействием прибоя (особенно после сильных штормов). В результате, некоторые участки местности приходилось проверять неоднократно.
20 октября 1989 года Аргентина и Великобритания официально объявили о прекращении состояния войны.
До начала 1990 года было проверено 233,4 тыс. га территории, обнаружено, снято и уничтожено 5,5 тысяч ручных гранат, 4130 противопехотных и противотанковых мин, 21 тысяча артиллерийских мин, 5,2 тысяч авиационных НУР, 1,5 тысяч противотанковых гранат, 1,4 тысяч артиллерийских снарядов, 315 зенитных ракет «Блоупайп», 15 тысяч кассетных боеприпасов из авиабомб BL755, 1407 самодельных взрывных устройств и мин-ловушек.
В июле 1999 года Аргентина и Великобритания подписали соглашение о сотрудничестве по вопросам разминирования Фолклендских островов.
По состоянию на 2000 год, на Фолклендских островах оставалось 117 минных полей общей площадью 20 км², на которых находилось 25 тысяч необезвреженных мин (18 тыс. из которых были установлены аргентинцами, а остальные - британцами), которые включали пять видов противотанковых мин (аргентинские FMK-3, американские M1A1, испанские C-3-A/B, итальянские SB-81 и израильские No.6) и четыре типа противопехотных мин (аргентинские FMK-1, испанские P-4-B, итальянские SB-33 и израильские No.4).
По состоянию на 2014 год, на Фолклендах ещё оставалось 113 выявленных и огороженных минных полей и участков компактного нахождения взрывоопасных предметов.
В целом, в 1982—2014 гг. Фолклендские острова являлись своеобразным полигоном, на котором проходили испытания новые образцы снаряжения и оборудования инженерных войск Великобритании (по результатам эксплуатации, некоторые разработки были приняты на вооружение и в дальнейшем использовались британскими войсками в Афганистане и Ираке).
10 ноября 2020 года власти Великобритании официально объявили о завершении разминирования Фолклендских островов.
В разминировании Фолклендских островов участвовали военнослужащие инженерно-саперных подразделений британской армии, а также «контрактники» - из компаний «Baltec» (деятельность которой оплачивало министерство иностранных дел Великобритании), «SafeLane Global» и «Fenix Insight».

## Интересный факт
Огороженные колючей проволокой участки заминированной местности неожиданно способствовали увеличению популяции пингвинов, ранее находившихся на Фолклендских островах на грани исчезновения. Вес отдельного пингвина оказался недостаточным для срабатывания противопехотных мин, так что они получили возможность благополучно размножаться без помех со стороны людей, которые из-за опасности подрыва не могли проникать на заминированные участки. Места обитания оказались настолько популярными и прибыльными для экотуризма, что даже появились люди, протестующие против обезвреживания мин.